# Леви-Танай, Сара
Сара Леви-Танай (ивр. שרה לוי תנאי‎; 1910 или 1911, Иерусалим — 3 октября 2005, Рамат-Ган) — хореограф, композитор и поэт, создательница театра танца «Инбаль», одна из основоположниц израильского танцевального искусства. Лауреат Премии Израиля в области музыки и танца (1973), почётная гражданка Тель-Авива.

## Биография
Сара Леви родилась в Иерусалиме в семье иммигрантов из Йемена; её родители добрались в османскую Палестину в конце XIX века пешком через Абиссинию. Точная дата рождения Сары неизвестна — она родилась в 1910 или 1911 году, когда её отцу было уже 50 лет, став младшим ребёнком в семье. Вскоре после этого её семья перебралась в поселение Неве-Цедек, граничащее с Яффой и Тель-Авивом. В 1917 году, в ходе Первой мировой войны, османские власти депортировали семью Леви вместе с другими евреями из городов прибрежной полосы, и те нашли пристанище в организованном еврейским ишувом лагере беженцев в Кфар-Саве. Многие жители лагеря погибли от голода и эпидемии тифа; из семьи Сары, кроме неё самой, выжил только отец. Позже они перебрались в Цфат, где также жили в нищете, так что Сару в итоге пришлось отдать в сиротский приют. По окончании войны сирот из приюта перевели в детский дом Моше и Хадассы Кальвари «Меир-Шфея» рядом с Зихрон-Яаковом. Там Сара Леви получила достаточно широкое образование и полюбила искусство.
Окончив школу в 1925 году, Леви поступила в педагогический колледж Левински, где обучалась пять лет, получив специальность воспитателя детского сада. Учёбу и проживание в эти годы ей обеспечивала стипендия «Джойнта». Начав работать воспитателем в детском саду в Южном Тель-Авиве, Леви столкнулась с катастрофической нехваткой учебных материалов и начала сама сочинять стихи и музыку для детских песен и придумывать игры. Поскольку она не владела нотной грамотой, коллеги помогали ей записывать её собственную музыку. Сборники текстов и нот вместе с описаниями дидактических методов Леви были представлены позже Организации преподавателей детских садов и использовались как учебные пособия следующими поколениями воспитателей.
В свободное от работы время Леви играла в любительском театре Организации преподавателей детских садов. Позже она записалась в театральную студию, которую вёл режиссёр театра «Габима» Цви Фридланд, однако актёрская карьера ни в «Габиме», ни во втором ведущем еврейском театре Палестины — «Охель» — не могла состояться из-за тяжёлого йеменского акцента, бывшего неприемлемым в преимущественно ашкеназских труппах. Во время занятий в студии Фридланда Сара познакомилась с Исраэлем Танаем, недавно прибывшим в Палестину из Европы. Они поженились в 1935 году.
В 1940 году Исраэль Танай вступил добровольцем в Еврейскую бригаду в составе британских вооружённых сил. Сара с новорожденной дочерью Михаль перебралась в кибуц Рамат-ха-Ковеш, в детском саду которого проработала до конца войны, вернувшись в Тель-Авив в 1945 году. В 1942 году у неё родился второй ребёнок — сын Яаков. В Рамат-ха-Ковеше Леви-Танай познакомилась с некоторыми ведущими представительницами танцевального искусства в ишуве того времени — Гурит Кадман, Ривкой Штурман и Гертруд Краус. Там же она начала ставить массовые театрализованные представления, в которых участвовали все члены кибуца. К одной из таких постановок — «Песнь песней» — она написала и музыку; впоследствии несколько песен из этого спектакля, в том числе «Эль гинат эгоз» (ивр. אל גינת אגוז‎ — «В ореховую рощу») и «Коль доди» (ивр. קול דודי‎ — «Голос любимого»), обрели самостоятельную известность. Как в «Песни песней», так и в поставленном за год до неё «Празднестве весны» Леви-Танай широко использовала элементы музыкального фольклора йеменских евреев — своего этнического наследия. С использованием йеменского колорита ею и Ривкой Штурман был также создан танец «Ха-Горен» (ивр. הגורן‎ — «Гумно»), считающийся первым израильским народным танцем авторского происхождения.
После успеха «Песни песней» Леви-Танай по приглашению кибуца Мишмар-ха-Шарон поставила спектакли по Книге Руфи (1947) и Книге Бытия (1950); в последней постановке с ней сотрудничал композитор Эммануэль Амиран-Пугачёв, и после неё Леви-Танай получила известность как режиссёр-постановщик, работающий на стыке жанров драматического, оперного и танцевального театра. В своей работе она уделяла большое внимание постановке танцевальных номеров, совмещая в них балетные и этнические элементы. Прибытие в недавно созданное Государство Израиль большой группы йеменских евреев позволило Леви-Танай создать собственную танцевальную студию, которую посещала молодёжь как из числа новых репатриантов, так и из семей, уже долго проживавших в Палестине. Первоначально она проводила занятия два раза в неделю с большим количеством учеников, но позже сформировала танцевальную театральную труппу из семи самых постоянных участников занятий — четырёх девушек и трёх юношей. Этот коллектив получил название «Инбаль» (с ивр. — «язычок колокольчика»); 1949 год считается годом его основания.
Отказавшись с самого начала от идеи этнического ансамбля, Леви-Танай выработала собственную танцевальную школу, включающую элементы народного танца йеменских евреев. В 1951 году работы театра «Инбаль» привлекли внимание гостившего в Израиле американского хореографа Джерома Роббинса, и с его помощью труппа получила финансовую поддержку от Израильско-американского фонда искусств. В 1950-е годы с театром работала Анна Соколов — хореограф и бывшая танцовщица труппы Марты Грэм. В 1957 году состоялись гастроли театра «Инбаль» в Европе и Северной Америке. Это турне принесло театру международное признание, и в начале 1960-х годов справочник Who is Who включал Сару Леви-Танай в список десяти наиболее влиятельных хореографов XX века. Она удостоилась комплиментов от самой Марты Грэм; однако именно в это время популярность её театра начала падать в самом Израиле — его критиковали за непрофессионализм в подборе кадров и излишний упор на этнический колорит, что по мнению критиков превращало его по сути в самодеятельный фольклорный ансамбль. Тем не менее в разные периоды с «Инбалем» сотрудничали многие видные деятели израильского искусства (музыканты, художники, костюмеры) ашкеназского происхождения.

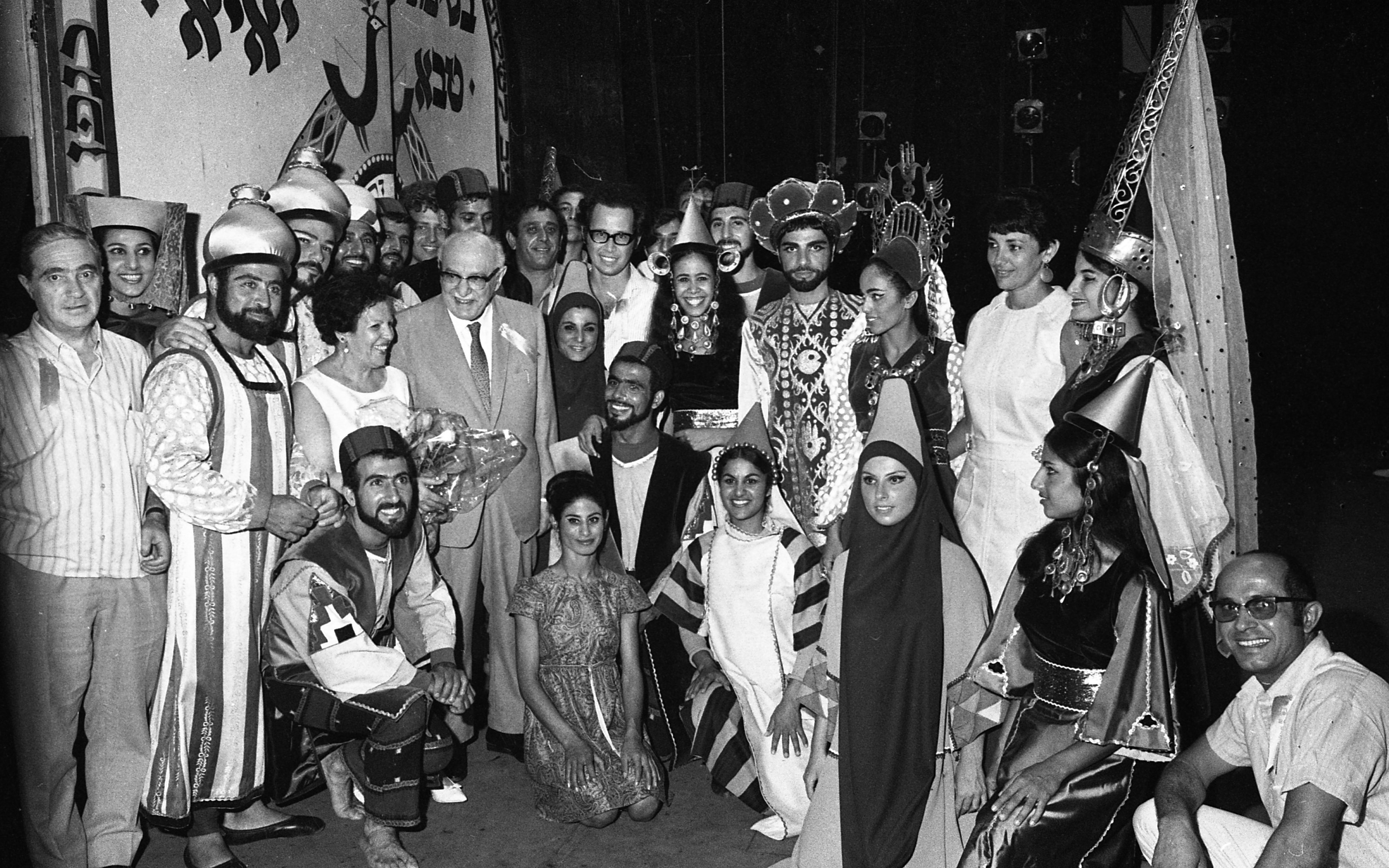
Празднование 20-летия театра «Инбаль»

Леви-Танай продолжала режиссёрскую работу в театре танца «Инбаль» до начала 1990-х годов. В общей сложности труппой театра под её руководством было поставлено более 70 балетных спектаклей. Среди наиболее известных постановок — «Песнь песней», «Книга Руфи», «Йеменский источник», «Цветущие буквы», «Безумная Роза», «Свадьба в субботу», «Полночная молитва», «У колодца», «Царица Савская», «Двора», «Отрок Шмуэль». К 1990-м годам популярность театра стала падать, и он перестал справляться с конкуренцией со стороны новых профессиональных трупп — прежде всего, ансамбля «Бат-Шева». Избежать банкротства театру позволило вмешательство его бывшей танцовщицы Маргалит Овед, которая нашла способ совместить традиции труппы с современным репертуаром. Песенное наследие Леви-Танай было издано в виде нескольких сборников, в некоторых из которых она является автором и музыки, и слов, а в других — только музыки или только текстов.
Последние годы жизни Леви-Танай провела в Кфар-Саве и скончалась в рамат-ганской больнице 3 октября 2005 года.

## Признание заслуг
В 1957 и 1984 году вклад Сары Леви-Танай в израильскую культуру был отмечен премиями мэрии Тель-Авива — имени Йоэля Энгеля (музыкальной) и имени Моше Галеви (театральной). В 1964 (по другому источнику — в 1962) году её постановка «Книга Руфи» получила премию Théâtre des Mondes в Париже. В 1986 году она стала первым лауреатом премии Гистадрута в области музыки и танца, а в 1988 году ей было присвоено звание почётной гражданки Тель-Авива. Наиболее престижной из полученных ею наград стала в 1973 году Премия Израиля в области музыки и танца.
В 2014 году Почта Израиля выпустила марку с изображением Сары Леви-Танай. Марка входит в серию «Женщины-первопроходцы».